# Gregory Isaacs

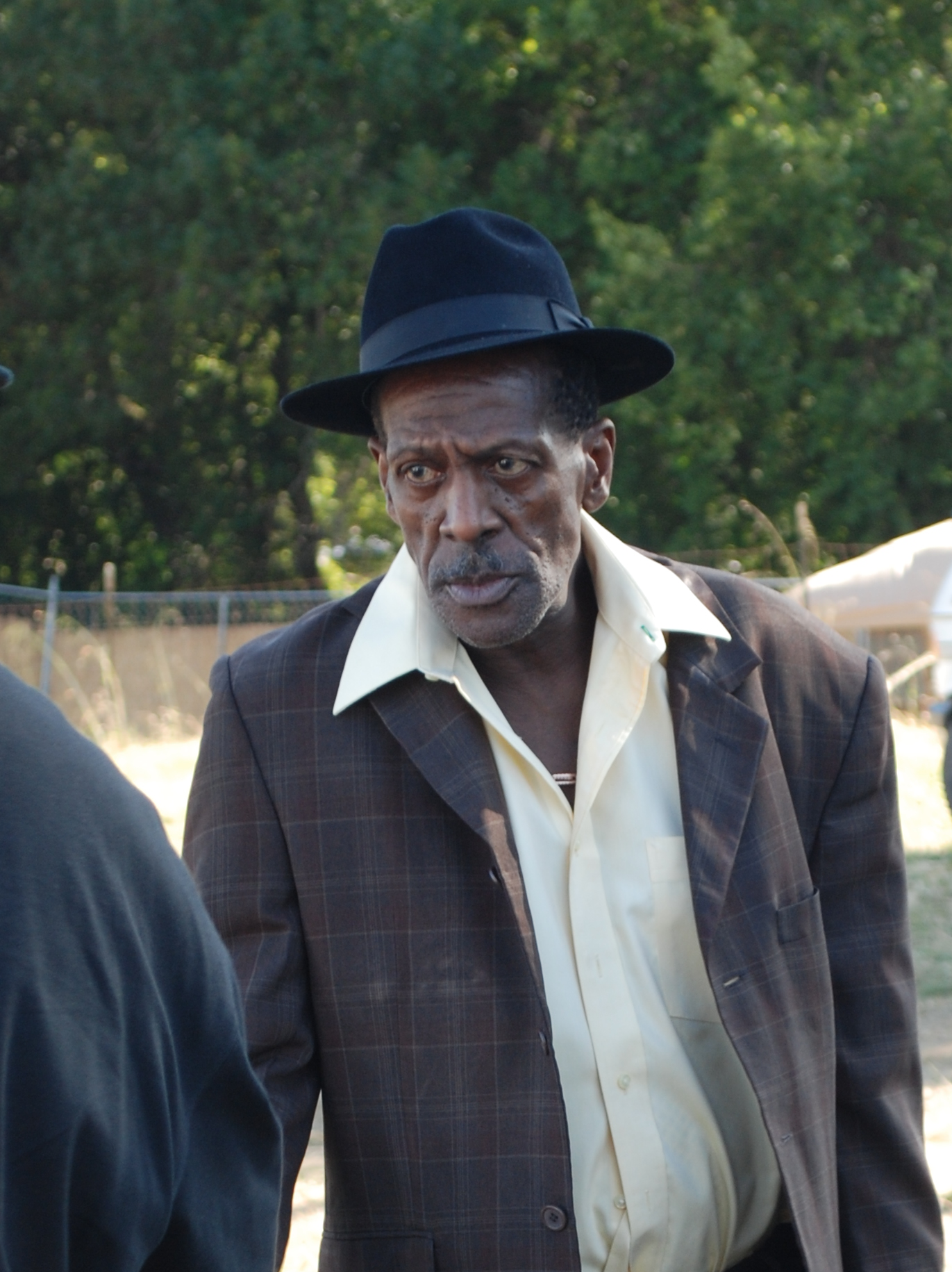
Gregory Isaacs (2010)

Gregory Isaacs (* 15. Juli 1951 in Fletcher’s Land, Kingston; † 25. Oktober 2010 in London) war ein jamaikanischer Reggae-Sänger.

## Werdegang
In den 1970ern entwickelte er sich zu einem der produktivsten und bekanntesten Studio-Künstler Jamaikas. Er veröffentlichte eine Reihe eigenproduzierter Singles auf seinem Label African Museum, das er 1973 gemeinsam mit Errol Dunkley gründete. Viele seiner Veröffentlichungen reflektierten die sozial und politisch „bewussten“ Themen des Roots-Reggae, aber Isaacs war genauso in der Interpretation des eher massenkompatibleren Lovers Rock zu Hause. Zu seinen Erfolgen gehörten die Titel My Only Lover, Sinner Man und Mr Cop, die in Lee Perrys berühmtem Black Ark Studio aufgenommen wurden. Eine Phase in den 1970ern ließ in Kooperation mit Alvin Ranglins Label GG Hits wie Border und Number One entstehen.

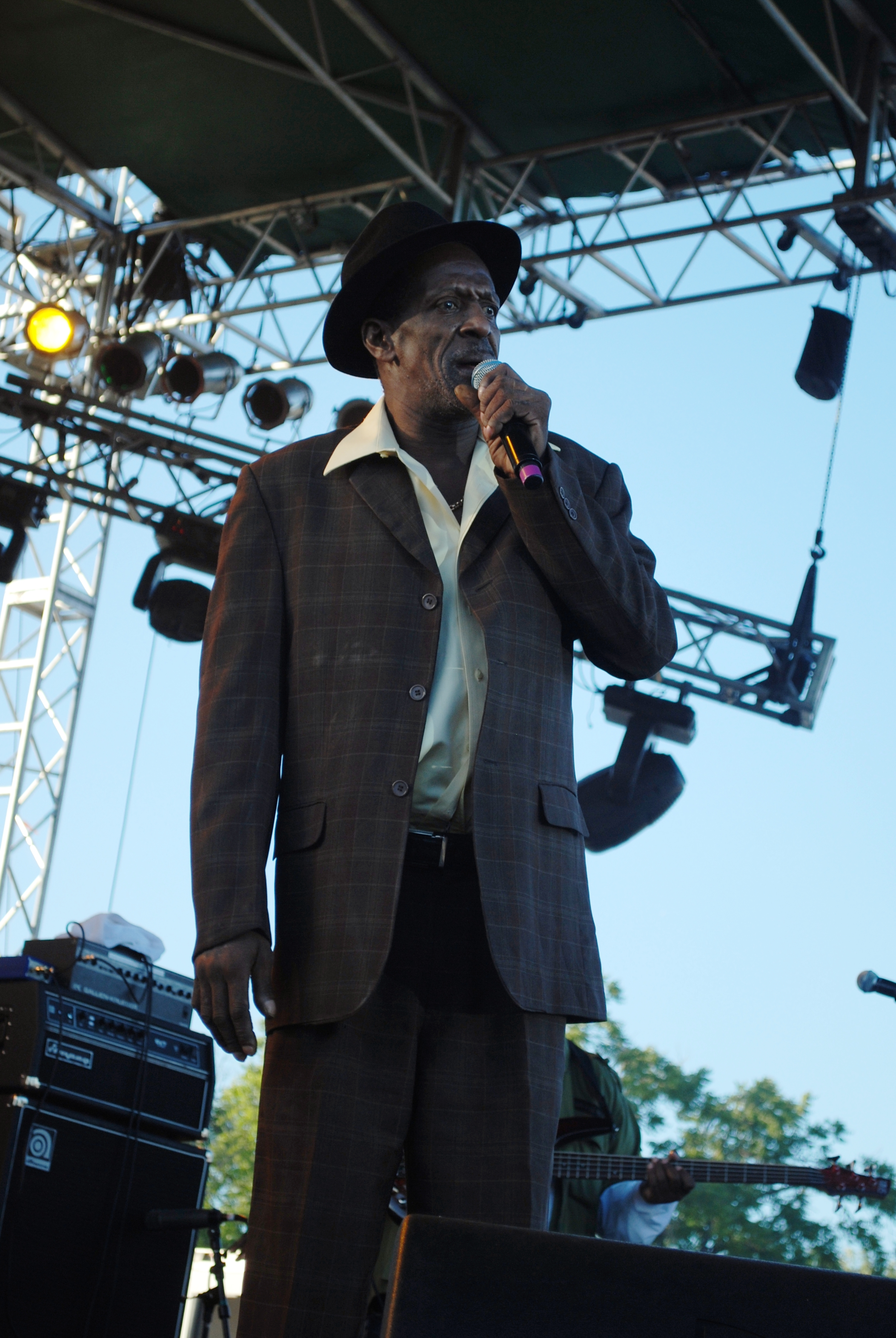
Gregory Isaacs auf der Bühne des Sierra Nevada World Music Festival 2010

Isaacs Vertrag mit dem Major-Label Island Records führte zur Veröffentlichung der Alben Night Nurse (1982) und Out Deh (1983). Nachdem sein Vertrag geendet hatte, hatte er mit persönlichen Problemen zu kämpfen. Er nahm für verschiedene Produzenten auf und entwickelte schließlich eine starke Beziehung zu Gussie Clarke vom Music Works Label. In den 1990ern veröffentlichte das Label African Museum kontinuierlich alle Werke – sowohl von Isaacs als auch von Künstlern, die er produzierte. Auch im neuen Jahrtausend war Isaacs weiterhin im Studio und auf Konzertbühnen aktiv. Mit dem 2008 produzierten Album Brand New Me erreichte er eine Nominierung für den Grammy Award 2010 in der Kategorie Bestes Reggae-Album.
Isaacs hatte seit 2009 gesundheitliche Probleme zu beklagen, die im Sommer 2010 unter anderem zur Absage eines Festivalauftritts in Guadeloupe führten. Er blieb daraufhin für weitere medizinische Untersuchungen in London. Am 25. Oktober 2010 verstarb Isaacs in London an Lungenkrebs.

## Diskografie (Auswahl)

### Alben
| Jahr | Titel        | Höchstplatzierung, Gesamtwochen, AuszeichnungChartsChartplatzierungen (Jahr, Titel, Platzierungen, Wochen, Auszeichnungen, Anmerkungen) | Anmerkungen |
| Jahr | Titel        | UK | Anmerkungen |
| ---- | ------------ | --- | ----------- |
| 1981 | More Gregory | UK91 (1 Wo.)UK |             |
| 1982 | Night Nurse  | UK32 Silber · (5 Wo.)UK |             |

Weitere Alben
- 1988: Red Rose for Gregory

### Singles
| Jahr | Titel Album                  | Höchstplatzierung, Gesamtwochen, AuszeichnungChartsChartplatzierungen (Jahr, Titel, Album, Platzierungen, Wochen, Auszeichnungen, Anmerkungen) | Anmerkungen |
| Jahr | Titel Album                  | UK | Anmerkungen |
| ---- | ---------------------------- | --- | ----------- |
| 1988 | Rumours Red Rose for Gregory | UK97 (1 Wo.)UK |             |

Weitere Singles
- 1982: Night Nurse (UK: Silber)

## Filmografie
- Rockers, Regie: Ted Bafaloukos, Jamaika 1978. (Er spielt sich selbst als „Jah Tooth“.)